# Moritz Frei

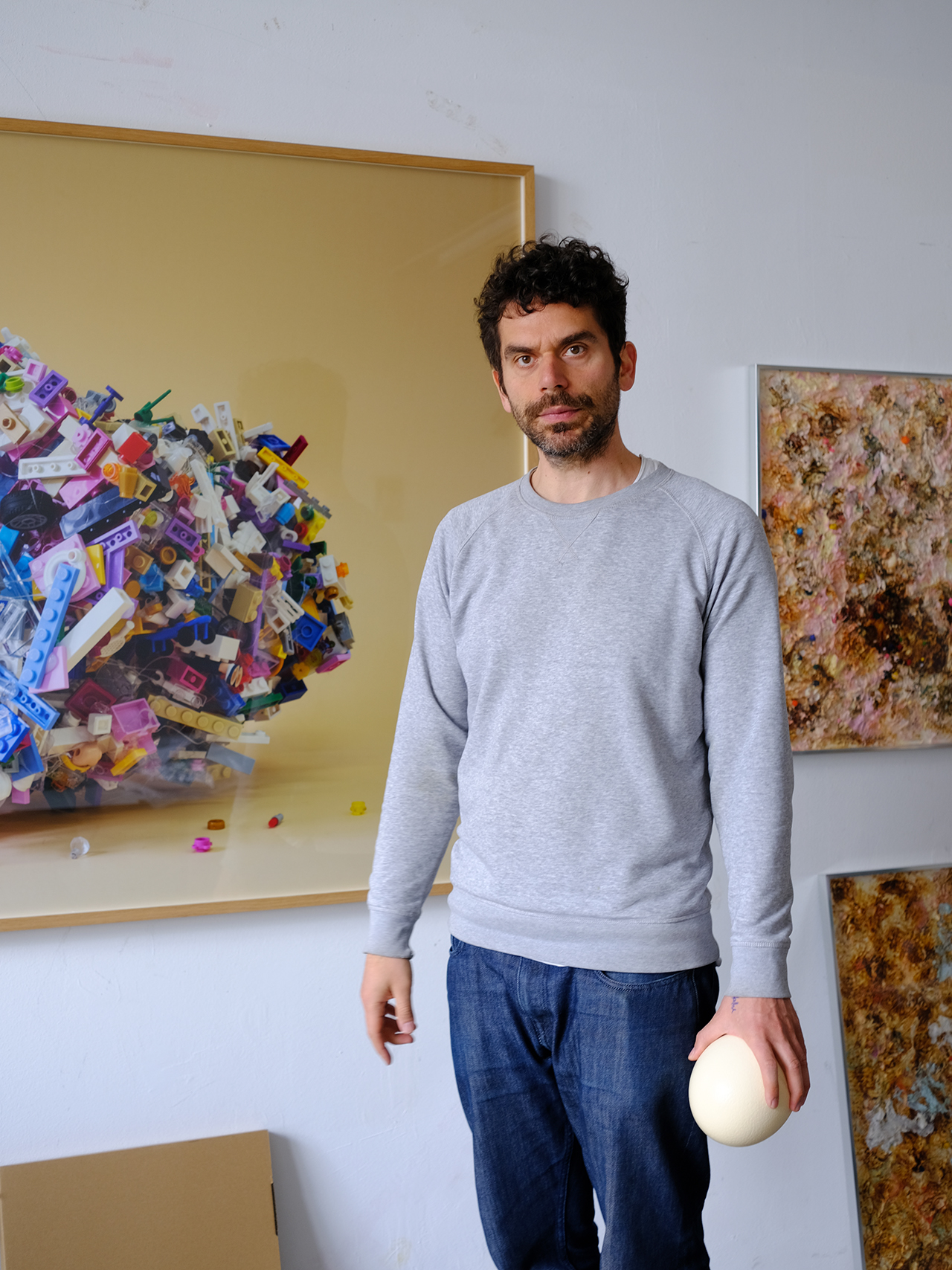
Moritz Frei im Atelier, 2021, im Hintergrund die Arbeiten glugo01 und Clownkotze, Foto: Anne Hoffmann

Moritz Frei (* 1978 in Frankfurt am Main) ist ein zeitgenössischer deutscher Künstler.

## Leben
Moritz Frei wurde 1978 in Frankfurt am Main geboren. Aufgewachsen ebenda sowie in Hannover, Syracuse und Berlin, absolvierte er von 2000 bis 2003 eine Ausbildung zum Fotografen in Berlin. Von 2004 bis 2010 folgte ein Studium der Bildenden Kunst an der HGB – Hochschule für Grafik und Buchkunst Leipzig bei Peter Piller. 2010/11 leitete er den Kunstraum Benjamin Richard in Leipzig (mit Erik Weiser). 2016 gründete Frei den Verlag „berlinartbooks“. 2019 sorgte sein Rückzug aus der 26. Leipziger Jahresausstellung wegen der Teilnahme des Leipziger Malers Axel Krause für bundesweites mediales Aufsehen und eine kontroverse Debatte. Moritz Frei lebt und arbeitet in Berlin.

## Werk
Moritz Frei arbeitet in vielen künstlerischen Medien: Fotografie, Video, Text, Installation, Performance, Sound und Malerei. Er verwendet Fundstücke, Gebrauchsgegenstände, Spielzeug, Lebensmittel und arbeitet ortsspezifisch, teilweise partizipativ sowie performativ. Die Fokussierung auf Details, das Aufgreifen bzw. Zulassen von Zufallsereignissen als Ausgangspunkt für Werkprozesse und Recherchen sowie ein humorvoller, nicht selten kritischer Blick auf Alltägliches kennzeichnen Freis Schaffen. Dieses trägt konzeptionelle Grundzüge, regt zu vielschichtigen Assoziationen an und thematisiert im gezielten Konterkarieren konventionell-tradierte Gattungsbegriffe und Denkmodelle.
I don’t believe in dinosaurs (2017/2021): Die großformatige Leuchtschrift aus Neonröhren wurde Mitte März 2021 auf dem Dach der Galerie der Gegenwart der Hamburger Kunsthalle installiert. Die Textzeile geht auf den Satz eines Kindes zurück, das im Museum für Naturkunde in Berlin angesichts der ausgestellten Skelette Zweifel formulierte: „Ich glaube nicht an Dinosaurier.“ Die auf den ersten Blick einfache und vor allem humorvoll erscheinende Aussage verweist unterschwellig auf größere Fragen: nach Wissenschaft und Wissen, Wahrnehmung und Glauben, Information und individuellem Weltbild, Perspektive und Haltung, Meinungsbildung und Misstrauen sowie Kommunikation. Weitere Fassungen zeigte Frei 2016 in der „Galerie Åplus“ in Berlin, 2018 bei „Bruch & Dallas“ in Köln, 2020 im Kunstraum Ortloff in Leipzig und seit 2024 auf dem Dach des Museum Wiesbaden.
Die Corona Chronik/The Corona Chronicle (2020): Die YouTube-Serie startete am 16. März 2020 während des in Deutschland verhängten bundesweiten ersten Lockdowns in Folge der COVID-19-Pandemie. Zusammen mit der Schauspielerin Anne Hoffmann realisierte Frei insgesamt 25 Folgen. Als Paar im Südseeurlaub vor heimischer Fototapete parodierten sie die aktuelle Lage angesichts der umfangreichen Einschränkungen des öffentlichen und privaten Lebens. Im „Dialog“ der vermeintlich gestrandeten Touristen mit den „Lieben daheim“ werden diverse Themen berührt: von (Mit-)Menschlichkeit, Unsicherheiten angesichts der seinerzeit aktuellen Pandemieentwicklung, persönlicher Freiheit, Lebensstandard, der Situation von Kunstschaffenden bis hin zu globalen Gefällelagen.

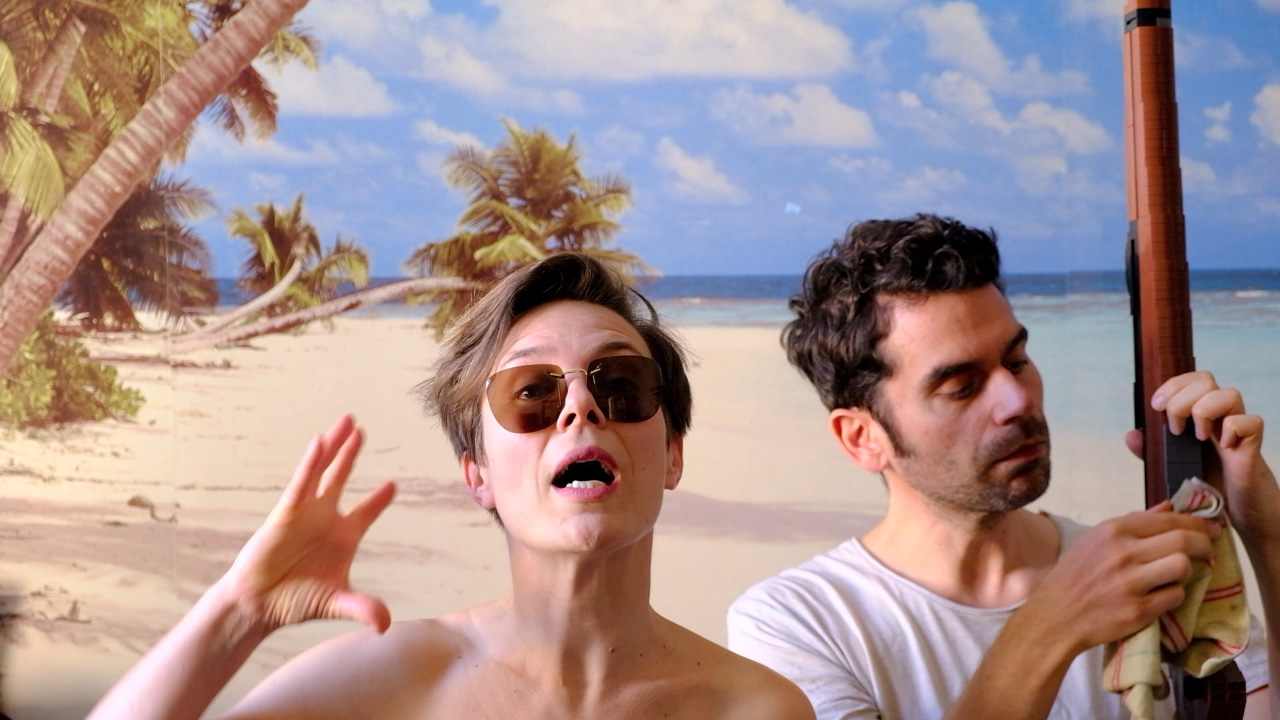
Moritz Frei, Die Corona Chronik / The Corona Chronicle, 2020, YouTube-Serie in 25 Folgen, mit Anne Hoffmann, Videostill

Meine erste Tasse Kaffee (2018): Die Videoarbeit entstand anlässlich der Ausstellung Die Kaffeemaschine des Direktors/The Directors Coffee Machine im Museum Wiesbaden 2018: Der Künstler hatte zuvor noch nie Kaffee getrunken und dokumentiert die Annäherung an dieses Ereignis: Er trifft den Schauspieler Bruno Ganz. Ganz spielte 1987 im Film Der Himmel über Berlin von Wim Wenders den Engel Damiel, der die himmlische Sphäre verlässt und auf die Erde kommt. Dort trinkt er an einem Berliner Schnellimbiss im Stehen einen ersten Kaffee aus dem Plastikbecher – Symbol seiner Menschwerdung. Das Video Meine erste Tasse Kaffee ist in seinen persönlichen Noten ein bemerkenswertes Filmdokument des inzwischen verstorbenen Schauspielers. Das Gespräch zwischen Ganz und dem Künstler kreist um individuellen Geschmack und Genuss, den Filmdreh Anfang der 1980er-Jahre, die Erfahrung von „ersten Malen“ sowie Menschlichkeit im Allgemeinen. Auf erweiterter Ebene schwingt ebenso eine Kritik an Produktions- und Handelsbedingungen von Lebensmitteln sowie ihrer Fetischisierung mit.
Cosmic Latte (2016): Das Projekt realisierte Moritz Frei auf Einladung der „Galerie im Turm“ in Berlin. Über eine Kleinanzeige in einem Friedrichshainer Kiezblatt suchte Frei Senioren im nachbarschaftlichen Umfeld der Galerie am Frankfurter Tor, einem Bauensemble der Karl-Marx-Allee. Die Personen über 65 Jahre waren von Moritz Frei eingeladen, gegen Bezahlung nach seinen Anweisungen beigefarbene Gemälde zu erstellen. Diese wurden anschließend in einer Ausstellung (Kuratorin Melina Gerstmann) mit weiteren Arbeiten des Künstlers präsentiert. Ein Video dokumentiert das Projekt und seine Protagonisten, ihr Kunstverständnis sowie ihre Geschichten über das Leben im Kiez früher und heute. Die Gespräche mit den Teilnehmenden, Beobachtungen im Umfeld beigefarben gekachelter „Stalinbauten“ und persönliche Reflexionen berühren Themen wie Generation, Nachbarschaft, Teilhabe, Biografisches, Kunstproduktion bis hin zur Frage nach der durchschnittlichen Farbe des Universums. Sie ist beige und trägt den Namen „Cosmic latte“. In einem Interview mit Anna-Lena Werner erläutert Frei sein Projekt.

### Weitere Arbeiten (Auswahl)
Divide et impera (2011/2013): Als Performance vor Ort sortierte Moritz Frei über die Dauer von vier bis fünf Stunden handelsübliches und industriell hergestelltes Früchtemüsli in seine Bestandteile auseinander. Anschließend wurden diese von ihm sortenrein und in geometrischen Formen auf einer Tischplatte arrangiert. Die Arbeit wurde in drei Ausstellungen präsentiert (2013 Tireless Workers, Insitu, Berlin / 2011 Raum der Gegenwart, Kunstverein Leipzig, Leipzig / 2011 Artist’s own kitchen). Der Titel Divide et impera (Teile und herrsche) verweist auf eine lateinische Redewendung, die die Separierung verschiedener Interessengruppen zu strategischen Zwecken beschreibt.
Antitussivum (2017/2019): Die Soundcollage (8:44 Min.) enthält spontanes Publikumshusten im Saal während musikalischer Ruhemomente in sechs Konzerten der Berliner Philharmoniker. Die Arbeit wurde 2019 im Rahmen von TONLAGEN #stimme – Dresdener Tage der zeitgenössischen Musik in Hellerau Dresden, sowie 2017 im Rahmen der Ausstellung No!Music im Haus der Kulturen der Welt, Berlin, präsentiert.
52% Abstraktion/52% Abstraction (2012): Das Objekt mit Soundspur (10:46 Min.) zeigt ein schlicht gerahmtes Urinalsieb (45 × 45 × 5 cm). Der dazugehörige Soundloop versammelt Stimmen von Künstlerinnen und ihre Vermutungen, worum es sich bei diesem Objekt handelt. Die Bandbreite der Äußerungen zeigt zum einen, dass der banale Gegenstand aus dem explizit männlichen Hygienekontext bei den weiblichen Interviewten nahezu unbekannt ist. Zum anderen spiegeln die mitunter fantasievollen Beschreibungen mit Augenzwinkern den zeitgenössischen Kunstbetrieb, während das Werk selbst auf ikonische Werke der Kunstgeschichte wie Marcel Duchamps Fountain von 1917 verweist. Ein Exemplar der auf fünf limitierten Edition befindet sich als permanente Installation im Museum Wiesbaden.

## Künstlerbücher

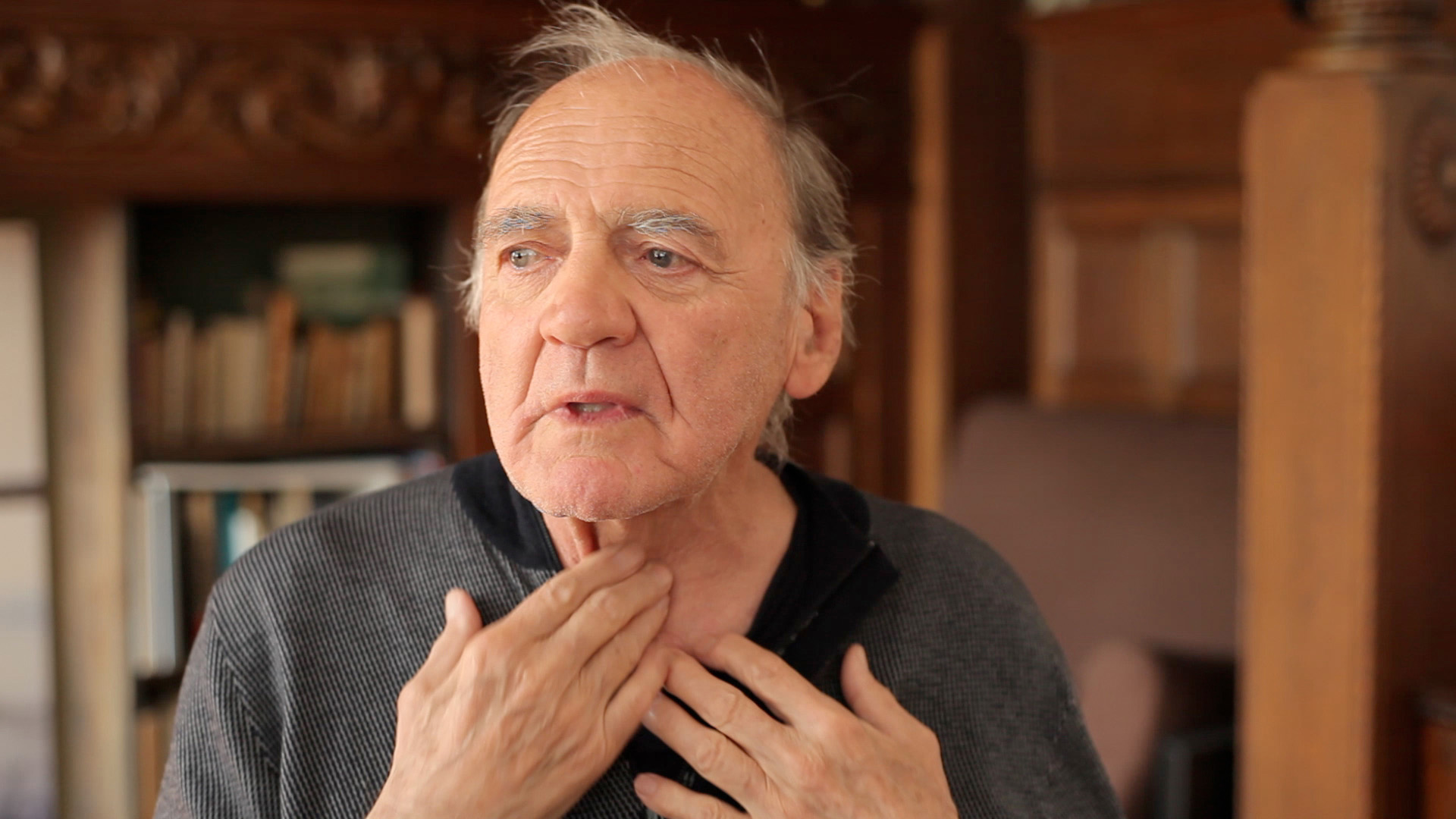
Moritz Frei, Meine erste Tasse Kaffee, 2018, HD-Video, 19:35 Min., Videostill (Bruno Ganz)

The Smile of Buster Keaton: Der US-amerikanische Schauspieler Buster Keaton (1895–1966) ist einer der berühmtesten Komiker der Stummfilmära. Auf Fotos zeigte er jedoch stets einen ernsten Gesichtsausdruck (Spitzname „The Great Stone Face“). Moritz Freis Publikation ist eine Sammlung von Porträts und Filmstills, auf denen der Komiker breit grinst. Dafür hat Frei Aufnahmen von Keaton mit dem Foto- und Videobearbeitungsprogramm „FaceApp“ verändert. Die entstandenen Bilder irritieren in ihrer erkennbaren Diskrepanz zwischen sichtbar künstlichem Lächeln und übriger Mimik und Gestik Keatons. Die kleine Publikation in Schwarz-Weiß wirft in analoger Form unter anderem Fragen nach digitalen Realitäten, Manipulation von Darstellungen, Menschen- wie Rollenbildern und sozialen Konventionen auf.
Kunstwerke des Tages: Über nahezu anderthalb Jahre nahm Moritz Frei täglich jeweils ein Foto auf: das Kunstwerk des Tages. Daraus entstand ein Bilderkonvolut der unspektakulären Dinge und teils witziger Stillleben aus der Sphäre des Alltäglichen. Viele der Motive wurden zum Ausgangspunkt neuer künstlerischer Arbeiten, etwa Divide et impera, Clownkotze, Schatten der Entschleunigung, Welt am Draht und weiterer. Das Buch zeigt eine Auswahl von 111 Kunstwerken des Tages und wurde 2018 mit dem Deutschen Fotobuchpreis in Silber ausgezeichnet.
Tausche Ölbild für gebrauchtes Auto (nicht älter als 5 Jahre): Für dieses Büchlein, bisher in zwei Auflagen erschienen, sammelte Moritz Frei Kleinanzeigen von Kunstschaffenden ab 1985. Es offenbart sich ein facettenreiches Panorama der Kreativität und sozialen Interaktion; zugleich dokumentieren sich prekären Hintergründe und zeithistorischen Wandel. Gestaltung: e o t. essays on typography: Lilla Hinrichs, Anna Sartorius.

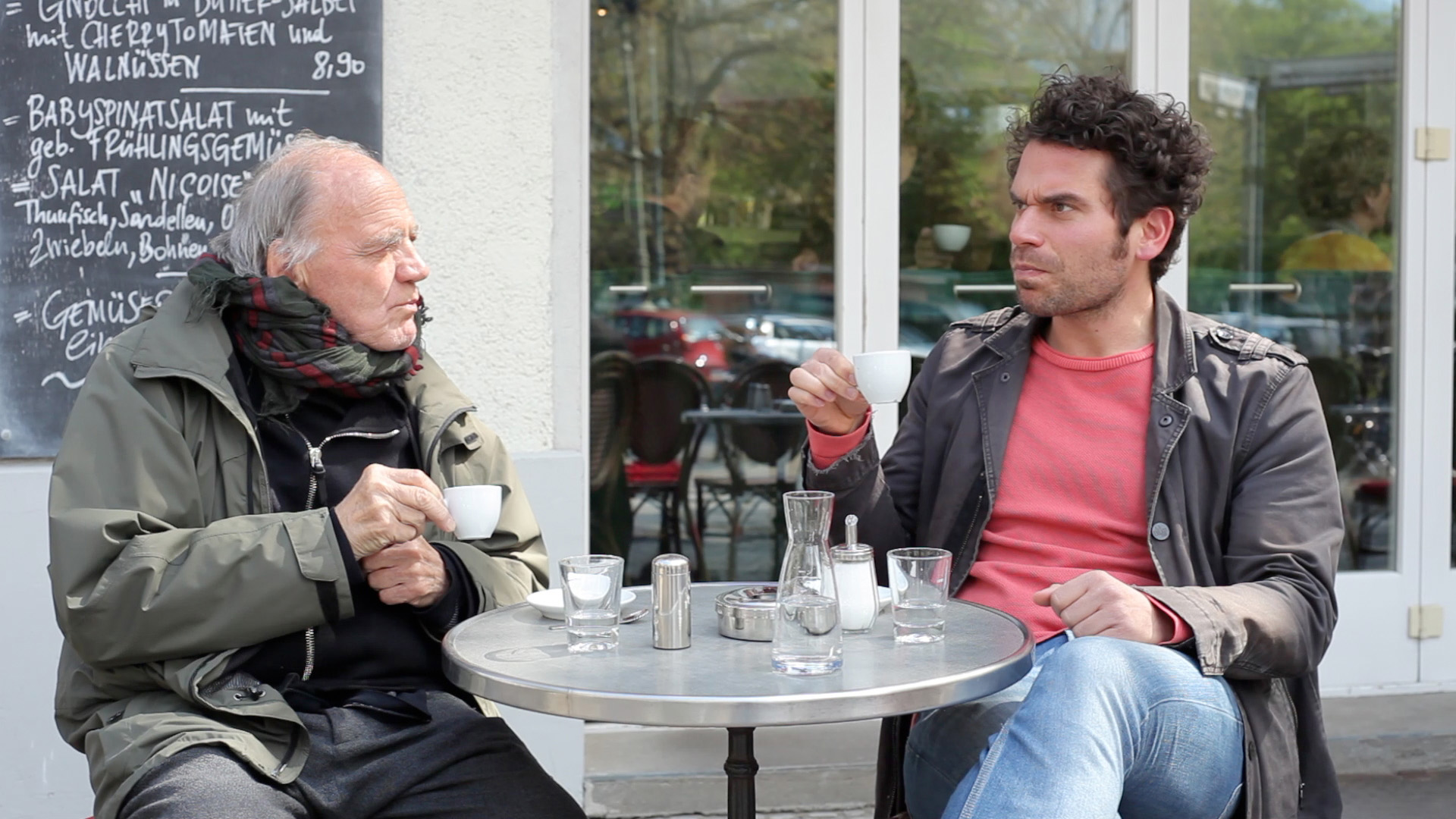
Moritz Frei, Meine erste Tasse Kaffee, 2018, HD-Video, 19:35 Min., Videostill (Bruno Ganz und Moritz Frei im Café)

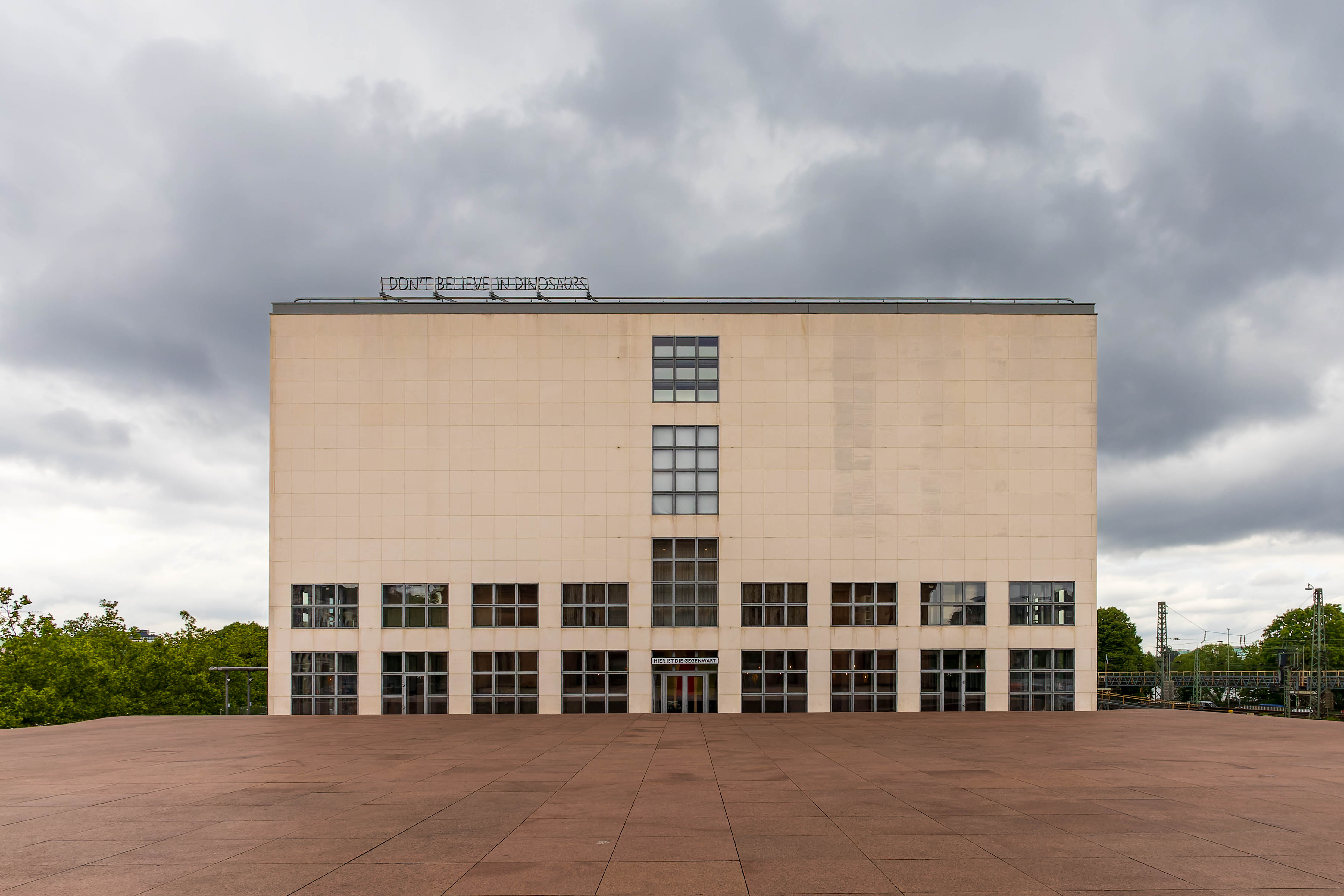
I DON'T BELIEVE IN DINOSAURS, Hamburger Kunsthalle, Galerie der Gegenwart

### Weitere Publikationen (Auswahl)
Die süße Melancholie versammelt 24 Postkarten aus dem Reisefoto-Archiv Die süße Melancholie (2014–2019). Selbstporträts zeigt Aufnahmen aus öffentlichen analogen Fotoautomaten. Cosmic Latte erschien 2016 zur gleichnamigen Ausstellung in der Galerie im Turm, Berlin.

## Einzelausstellungen (Auswahl)
- 2024 Wie groß ist das Feuer, Saarländisches Künstlerhaus, Saarbrücken
- 2023 New World Order, Pavillon an der Volksbühne, Berlin
- 2020 Was war morgen?, Kunstraum Ortloff, Leipzig[27]
- 2020 #takingoverkunsthallehh, Hamburger Kunsthalle[28]
- 2019 Alles könnte anders sein, BSMNT, Leipzig
- 2018 Felle & Fälle (mit Olaf Bastigkeit),[9] Bruch & Dallas, Köln (Katalog)
- 2017 Die Kaffeemaschine des Direktors, Museum Wiesbaden (Katalog)[29]
- 2017 „I don't believe in dinosaurs“, Åplus, Berlin
- 2017 Das könnte Sie auch interessieren, Landing Strip, Berlin
- 2016 Knacki der lustige Apfel, Hochparterre, Berlin[30]
- 2016 Cosmic Latte, Galerie im Turm, Berlin (Katalog)[31]
- 2015 Tausche Ölbild für gebrauchtes Auto, Bar Babette, Berlin (Katalog)[32]
- 2012 Landeier im Rampenlicht, Kunstraum Ortloff, Leipzig[33]
- 2011 Heute ist morgen schon gestern, ARD-Hauptstadtstudio, Berlin
- 2011 Und (mit Olaf Bastigkeit), Galerie Oel-Früh, Hamburg
- 2009 Einzigste, ZFF – Zentrum für zeitgenössische Fotografie, Leipzig

## Gruppenausstellungen (Auswahl)
- 2024 Kunst gegen Rechts, Mieze Südlich, Gera
- 2023 Sind Sie noch zu retten?, Projektraum Bethanien, Berlin
- 2022 Manche trugen Federn, Grzegorski Shows, Berlin und Eres-Stiftung, München
- 2021 Zukunftsvisionen, Görlitz (Katalog)
- 2020 In Aller Munde. Von Pieter Bruegel bis Cindy Sherman, Kunstmuseum Wolfsburg (Katalog)
- 2020 How beautiful you are!, Kindl – Zentrum für zeitgenössische Kunst, Berlin
- 2019 Kunst gegen Rechts, Werkraum, Erfurt & Die Botschaft, Berlin
- 2019 Zwischen Ausgängen, Galerie Weisser Elefant, Berlin[34]
- 2019 TONLAGEN #stimmen – Dresdener Tage der zeitgenössischen Musik, Hellerau – Europäisches Zentrum der Künste
- 2019 T.E. & Freunde, Galerie Pankow, Berlin (Katalog)
- 2018 Ein Turm voller Unmöglichkeiten, König Galerie, St. Agnes, Berlin
- 2017 No!Music, Haus der Kulturen der Welt, Berlin
- 2017 Über den Wert künstlerischer Arbeit, Haus am Lützowplatz, Berlin
- 2017 MB half – full MD, Vadim Zakharov, Berlin
- 2017 Künstlerbücher für Alles, Weserburg, Bremen
- 2015 Um Fleisch auf die Nerven zu bekommen, Kunstverein Familie Montez, Frankfurt am Main
- 2014 Aus Film und Fernsehen, Kreuzberg Pavillon, Berlin
- 2014 Digital zur Malerei, Kulturstiftung der Sparkasse Karlsruhe
- 2013/14 Poesie des Funktionalen, Neue Schule für Fotografie, Berlin & Industriemuseum Chemnitz (Katalog)
- 2013 Sammlungen, Kunstraum der Scheidtschen Hallen, Essen
- 2012 eine/r aus siebzehn, Museum Wiesbaden, Wiesbaden (Katalog)
- 2012 12 Positionen, Museum Giersch, Frankfurt am Main (Katalog)
- 2012 21. Jahresausstellung der Darmstädter Sezession, Gelände der Ziegelhütte, Darmstadt (Katalog)
- 2011 Preis der Darmstädter Sezession, Darmstadt (Katalog)
- 2011 Raum der Gegenwart, Kunstverein Leipzig, Leipzig
- 2011 VOM PHOTO. Arbeiten in Buch, Film und Raum, Bundeskunsthalle, Bonn (Katalog)
- 2011 AUSLÖSER. Fotografie-Konzepte in Leipzig – eine Auswahl, Kunsthalle der Sparkasse, Leipzig (Katalog)
- 2010 Forgotten Bar Project/Galerie im Regierungsviertel, Berlin
- 2010 10 Jahre Kunstverein Glückstadt, Palais für aktuelle Kunst, Glückstadt (Katalog)
- 2009 Edition Nähring #1, Galerie für Zeitgenössische Kunst, Leipzig
- 2009 Are kids alright?, Essential Existence Gallery, Leipzig (Katalog)
- 2008 Randbelichtung – Klasse Peter Piller, Palais für aktuelle Kunst, Glückstadt (Katalog)
- 2008 Studienpreis des Freundeskreis der HGB, HGB Galerie, Leipzig (Katalog)
- 2007 f/stop – Festival für Fotografie Leipzig (Katalog)

## Projekte im öffentlichen Raum
- 2024 I don't believe in dinosaurs, Museum Wiesbaden
- 2023 That's All Folks, Motus Gallery@Neue Nationalgalerie, Berlin
- 2022 HIER HIER ICH ICH, ehemaliger Karstadt Sport, Lübeck
- 2021 I don’t believe in dinosaurs., Hamburger Kunsthalle
- 2020 I don’t believe in dinosaurs., Kunstraum Ortloff, Leipzig
- 2018 Wandzeitung #42, Steinbrener/Dempf & Huber, Wien
- 2017 Open End, Spreeraum, Berlin
- 2017 Basic Instinct, Künstlerhaus Bethanien, Berlin
- 2015 Schatten der Entschleunigung, Berlin-Weekly, Berlin
- 2008 Glück gehabt – Kunst im Untergrund, Wettbewerb der nGbK, Berlin / U-Bahnhof Weinmeisterstraße (Katalog)

## Auszeichnungen und Förderungen
- 2022 Stiftung Kunstfonds – NEUSTART KULTUR
- 2020 Stiftung Kunstfonds – NEUSTART KULTUR
- 2018 Deutscher Fotobuchpreis – Kategorie Selfpublishing (Silber)
- 2017 Recherchestipendium Berliner Senat
- 2016 Förderung Berliner Ausstellungsfonds für Cosmic Latte
- 2015 Die schönsten deutschen Bücher (Longlist)
- 2013 Arbeitsstipendium der DZ Bank (Shortlist)
- 2012 Nominiert für das Stipendium Vordemberge-Gildewart
- 2011–2018 Mitglied der Darmstädter Sezession
- 2008 Preisträger des Studienpreises des Freundeskreises der Hochschule für Grafik und Buchkunst Leipzig
- 2008 Preisträger des künstlerischen Wettbewerbes der nGbK – neuen Gesellschaft für bildende Kunst Berlin

## Sammlungen
- Bundesministerium für Umwelt, Naturschutz und nukleare Sicherheit
- Hamburger Kunsthalle
- Mumok – Museum moderner Kunst Stiftung Ludwig Wien
- Museum Wiesbaden
- OstLicht. Galerie für Fotografie, Wien
- Sammlung Staeck
- Weserburg – Museum für Moderne Kunst, Bremen